# Корабель відпливає опівночі
«Корабель відпливає опівночі» (англ. The Ship Sails at Midnight) — науково-фантастичне оповідання Фріца Лайбера, вперше опубліковане в жовтні 1950 року журналом «Fantastic Adventures».

## Сюжет
Четверо провінційних інтелектуалів з університетського містечка Лу, Ларрі, Юджин і художниця Ес знайомляться з новою офіціанткою Елен.
Спілкування з нею покращує їхні інтелектуальні доробки. Всі троє чоловіків починають з нею стосунки, які вона просить тримати в секреті від інших.
Одного дня, коли вони всі зустрічались у барі, приходить Незнайомець і починає спілкуватись з Елен телепатично і зрештою повідомляє вголос, що «корабель вирушає опівночі», і якщо вона пропустить його, то навічно залишиться тут з «варварами». 
Елен вибирає залишитись і Незнайомець йде.
Радість заставляє всіх чоловіків розкрити наявність стосунків з Елен, навіть зарученого з Ес Юждина.
Настрій псується і Юджин повертається з пістолетом та вбиває Елен.
Повертається Незнайомець і забирає її труп на корабель.